# ローレット

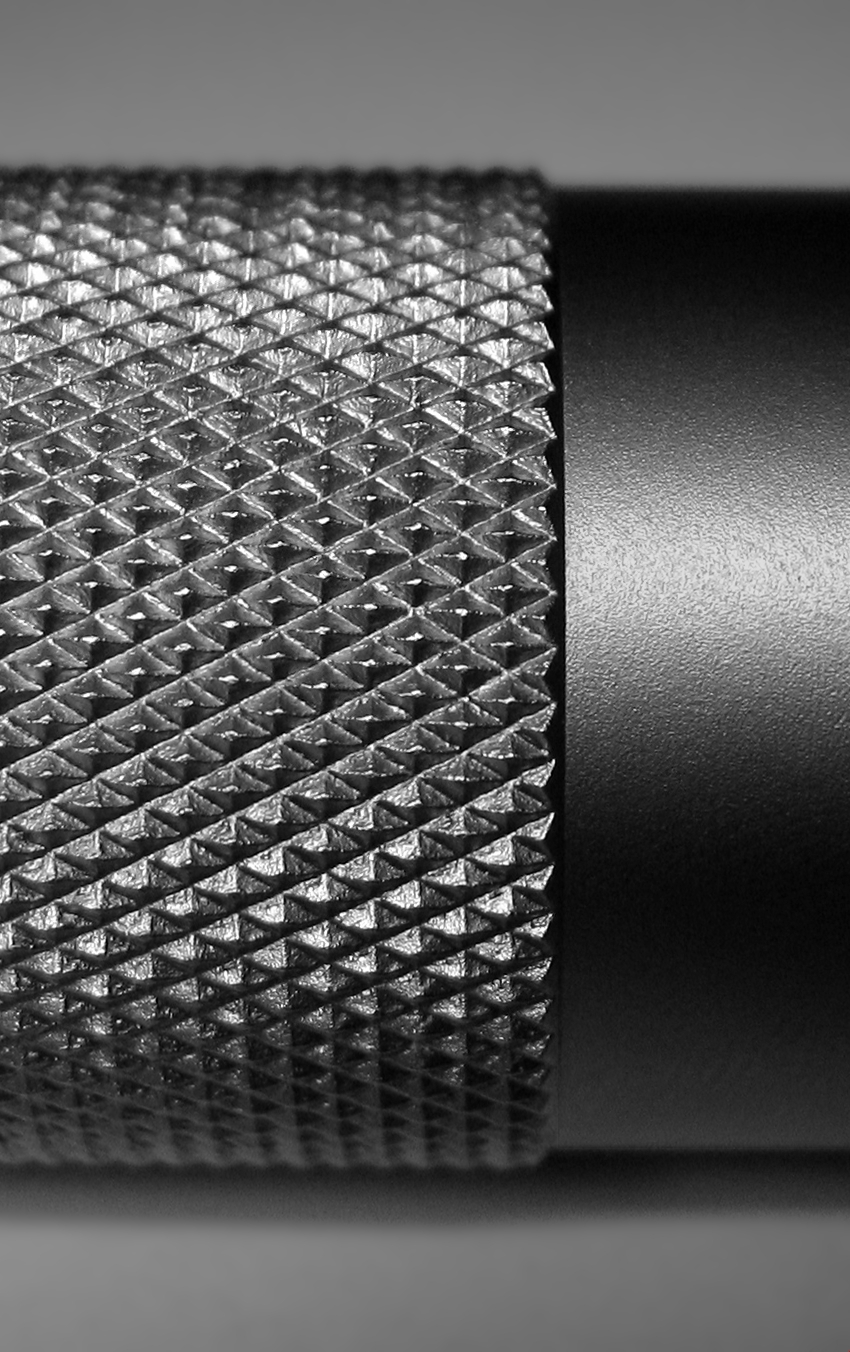
綾目ローレットの表面

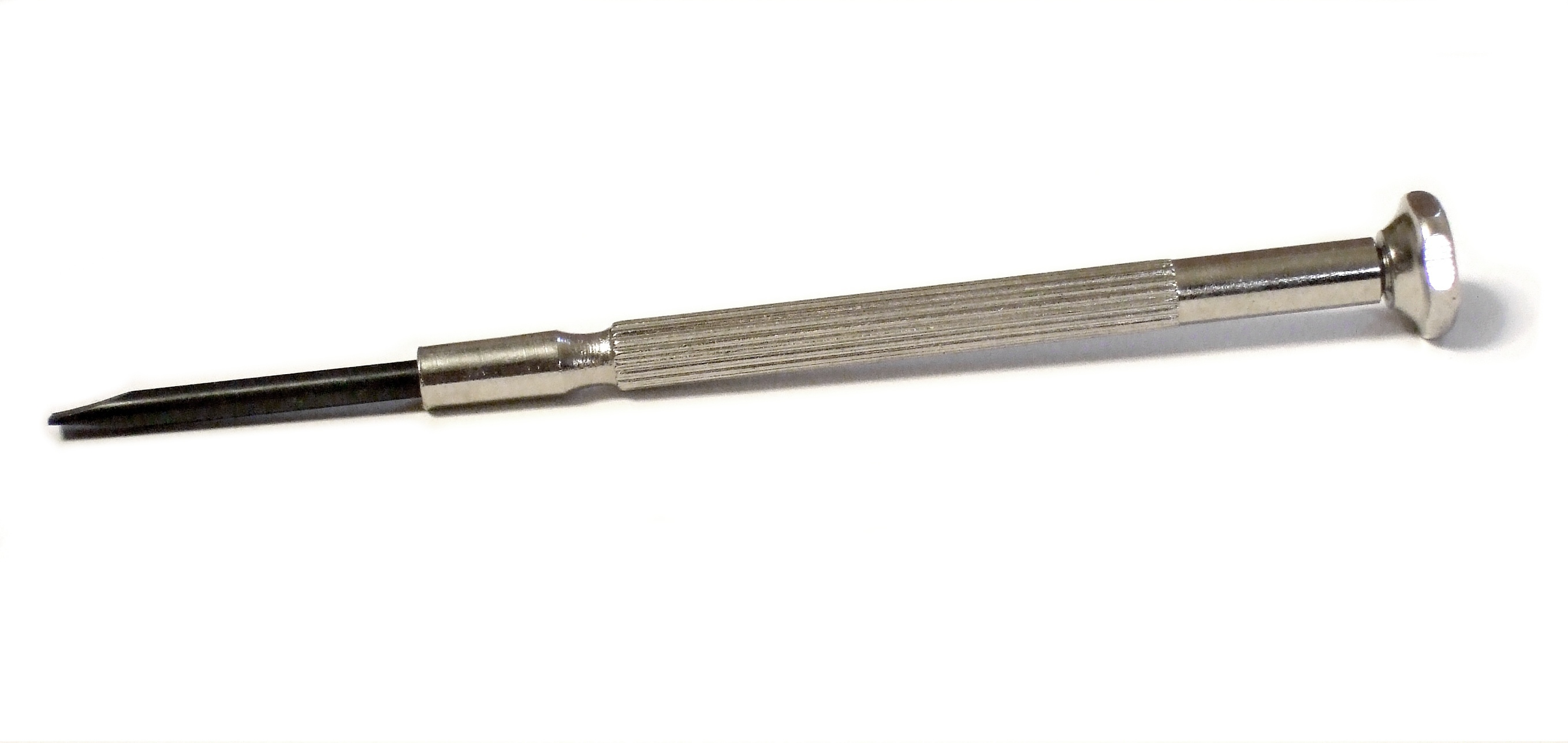
平目ローレットが施された精密ドライバー

ローレット（英語: knurling、フランス語: moletage）とは、金属に施す、細かい凹凸状の加工のこと。ローレット加工とも言う。ローレット加工は滑り止めの効果がある。

## 多彩な名称
ローレットは、フランス語のルレット (roulette)：「小さな輪」「小さくて回るもの」を語源とするといわれている。英語のナーリングという表記も使われる。文房具メーカーでは、フィーリングという呼び名（ステッドラー）やローレック加工（三菱鉛筆のシャープペンシルシフト）という表記がなされる。

## 用途
ローレット加工は、カメラレンズのフォーカス及び絞りリング・時計のツマミ部・精密ドライバーのグリップ・ダンベルのシャフト・シャープペンシルなどの日用品、ダーツのグリップやオートバイのハンドル・バーのクランプ面、BMX用自転車のフットペグ、電子機器のコントロール・ノブにも使われている。ローレット加工は多くの手術器具にも見られ、器具を識別するために使用される。拳銃のグリップ、金属製品のさまざなものの表面にローレット加工が施されている。

### 補修加工
ローレット加工は補修方法としても使用できる。ローレット加工された表面は、くぼんだ部分を囲むように盛り上がった部分があるため、この盛り上がった部分で部品の摩耗を補うことができる。労働力が安く、部品が高価だった時代には、この修理方法は内燃エンジンのピストンで実現可能で、摩耗したピストンのスカートをローレット加工で公称サイズまで拡大した。自動車部品が安価になったため、ローレット加工はかつてほど普及しなくなり、特にパフォーマンスエンジンビルダーでは推奨されていない。

## 加工の種類
ローレットには、用途によって斜めローレットや平目ローレット、綾目ローレットなどの種類がある 。
斜めローレット：機械や自動車の部品、ねじなどに利用されている。
平目ローレット：時計のツマミや、金属ダイヤルなどによく用いられる。
綾目ローレット：ダイヤ目、クロス目など2方向を交差するローレット。

## 加工方式

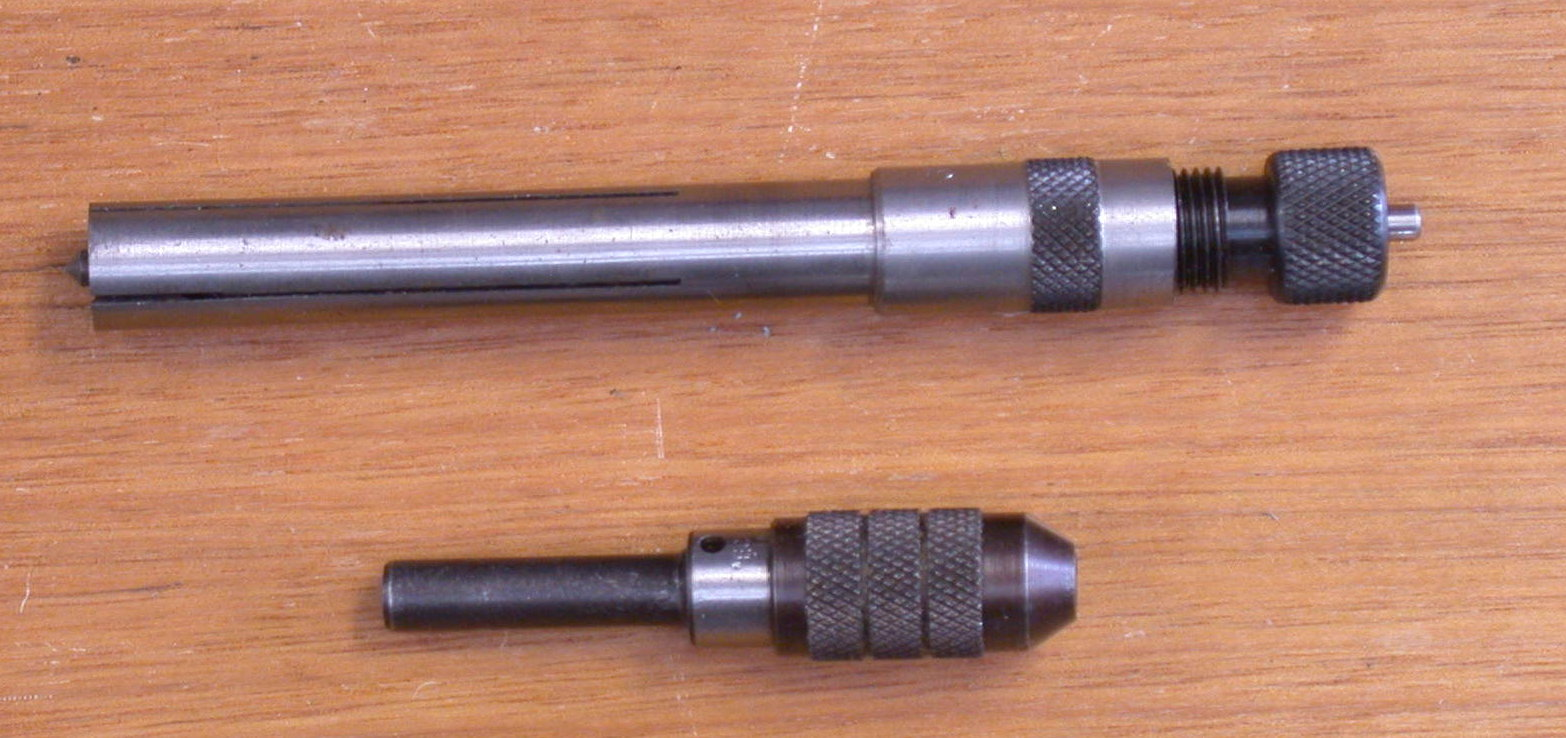
2種類の加工道具の例

ローレット加工には、転造方式と切削方式が存在する。転造方式とは、加工したい形状と同じ模様のコマやロールを金属材料に押し付ける事で加工する方法であり、今でもローレット加工の主流である。切削方式の特徴は、非常に奇麗で寸法の安定した尖った仕上がりになる事で、さまざまな工業製品によくつかわれている。